# Geviertstrich
Der Geviertstrich (—) ist in der Typografie ein waagerechter Strich, der ein Geviert lang ist. Er wird verwendet als Spiegelstrich und in Tabellen sowie als Gedankenstrich in verschiedenen Sprachen wie dem Englischen und dem Spanischen. Andere waagerechte Striche sind das Minuszeichen, der Viertelgeviertstrich, der Halbgeviertstrich und der Doppelgeviertstrich sowie das Bindestrich-Minus.

## Verwendung
Der sehr lange Geviertstrich wird oft als störend empfunden, da seine Verwendung wegen seiner Länge recht große Löcher in einem Text erzeugt. Er wird im Deutschen kaum verwendet.
Als Spiegelstrich dient er dazu, einzelne Elemente einer Aufzählung voneinander zu trennen. Manchmal wird er bei glatten Währungsbeträgen hinter dem Dezimalkomma gesetzt (25,— €), da in den meisten Schriftarten eine Null – bei speziellen Schriften für Tabellensatz (Tabellenziffern) alle Ziffern – etwa ein Halbgeviert breit ist. Typografisch korrekt wäre hier insofern für den Laufsatz die Verwendung zweier Halbgeviertstriche. In Tabellen mit Preisangaben ist der Geviertstrich jedoch erlaubt, um eben beide Nullen zu ersetzen (4,— €). Der Geviertstrich kann auch zur Kennzeichnung von Feldern ohne Eintrag in einer Tabelle oder einem Formular dienen. Außerdem wird er in Listen häufig zur Einsparung sich wiederholender Wörter, also als Unterführungszeichen verwendet.

### Gedankenstrich im Englischen
Im traditionellen englischen Schriftsatz wird der Geviertstrich auch als Gedankenstrich benutzt, jedoch ohne umschließende Leerzeichen oder lediglich von „hair spaces“ umschlossen, um die resultierende Lücke im Text klein zu halten (the fire drill—it was chaos). Allerdings ist diese Tradition im modernen englischen Schriftsatz nicht unumstritten; stattdessen wird heute auch der Halbgeviertstrich mit umschließenden Leerzeichen benutzt, wie man es etwa im deutschen Schriftsatz handhabt (Was hast du gesagt – er will erst morgen kommen?).

## Darstellung auf Computersystemen
Der Geviertstrich ist im Unicodeblock Allgemeine Interpunktion an Position U+2014 (821210) unter dem Namen EM DASH enthalten und im Zeichensatz Windows-1252 an Position 151 (9716). Er kann in verschiedenen Systemen durch Tastenkombinationen oder Codes eingegeben werden:
| System (u)                                    | System (u)                                    | Geviertstrich (—)                     |
| --------------------------------------------- | --------------------------------------------- | ------------------------------------- |
| Unicode                                       | Unicode                                       | U+2014                                |
| DIN-Standard-Tastaturbelegungen (m) E1 und T2 | DIN-Standard-Tastaturbelegungen (m) E1 und T2 | Alt Gr+4                              |
| Windows- Belegungen                           | CP8500 (TUI)                                  | n. v.                                 |
| Windows- Belegungen                           | CP1252 (GUI) (z)                              | Alt+0151                              |
| macOS-Belegung                                | macOS-Belegung                                | ⌥+⇧Shift+-                            |
| Linux, Unix u. ä. mit X11 etc.                | Linux, Unix u. ä. mit X11 etc.                | Alt Gr+⇧Shift+- oder Compose, -, -, - |
| Neo-Tastaturbelegung                          | Neo-Tastaturbelegung                          | ⇧Shift+-                              |
| LibreOffice (a) u. ä.                         | LibreOffice (a) u. ä.                         | --                                    |
| Microsoft Word (a)                            | Tastenkürzel (z)                              | Strg+Alt+-                            |
| Microsoft Word (a)                            | Unicodeeingabe (u)                            | 2, 0, 1, 4, Alt+C                     |
| Vim                                           | Digraph (r)                                   | Strg+K, -, ⇧Shift+M                   |
| Vim                                           | Unicodeeingabe                                | Strg+V, U, 2, 0, 1, 4                 |
| TeX/LaTeX                                     | TeX/LaTeX                                     | --- oder \textemdash (nur LaTeX)      |
| HTML-/XML- Entität                            | benannt                                       | &mdash;                               |
| HTML-/XML- Entität                            | dezimal                                       | &#8212;                               |
| HTML-/XML- Entität                            | hexadezimal                                   | &#x2014;                              |